# Chthonius stevanovici
Chthonius stevanovici är en spindeldjursart som beskrevs av Bozidar P.M. Curcic 1986. Chthonius stevanovici ingår i släktet Chthonius och familjen käkklokrypare. Inga underarter finns listade i Catalogue of Life.